# Dithmarscher Kinder- und Jugendmuseum
Das Dithmarscher Kinder- und Jugendmuseum (DiKiMu) ist ein Museum für Kinder und Jugendliche in Meldorf im Kreis Dithmarschen in Schleswig-Holstein. Es gibt keine Dauerausstellungen.
Gegründet wurde es von Sonja Schukat, die zuvor Leiterin der Ausstellung Sturmflutenwelt „Blanker Hans“ war. Das Museum ist seit November 2016 Mitglied im Bundesverband der Deutschen Kinder- und Jugendmuseen.
Es liegt unweit der schleswig-holsteinischen Nordseeküste und des Speicherkoogs in Meldorf, der „Kulturhauptstadt Dithmarschens“, und präsentiert vom 18. März bis zum 25. Juni 2017 seine erste längerfristige Ausstellung „Bleib am Ball“. In dieser Mitmachausstellung, die vom Kindermuseum „Zinnober“ ausgeliehen und von der DFB Kulturstiftung gefördert wurde, dreht sich alles um das Thema Fußball und Sport.